# Euproctis argyrochila
Euproctis argyrochila är en fjärilsart som beskrevs av Collenette 1932. Euproctis argyrochila ingår i släktet Euproctis och familjen tofsspinnare. Inga underarter finns listade i Catalogue of Life.